# Oscarverleihung 1965
Übersicht aller ausgezeichneten Filme

◄◄ | ◄ | 1961 | 1962 | 1963 | 1964 | Oscarverleihung 1965 | 1966 | 1967 | 1968 | 1969 | ► | ►►

Weitere Ereignisse
Die Oscarverleihung 1965 fand am 5. April 1965 im Santa Monica Civic Auditorium in Santa Monica statt. Es waren die 37th Annual Academy Awards. Im Jahr der Auszeichnung werden immer Filme des vergangenen Jahres ausgezeichnet, in diesem Fall also die Filme des Jahres 1964.
| Film                                                  | N  | A |
| ----------------------------------------------------- | -- | - |
| Mary Poppins                                          | 13 | 5 |
| Becket                                                | 12 | 1 |
| My Fair Lady                                          | 12 | 8 |
| Alexis Sorbas                                         | 7  | 3 |
| Wiegenlied für eine Leiche                            | 7  | 0 |
| Goldgräber-Molly                                      | 6  | 0 |
| Dr. Seltsam oder: Wie ich lernte, die Bombe zu lieben | 4  | 0 |
| Die Nacht des Leguan                                  | 4  | 1 |
| Der große Wolf ruft                                   | 3  | 1 |
| Immer mit einem anderen                               | 2  | 0 |
| Nur für Offiziere                                     | 2  | 0 |
| Sieben gegen Chicago                                  | 2  | 0 |
| Sieben Tage im Mai                                    | 2  | 0 |
| Yeah! Yeah! Yeah!                                     | 2  | 0 |

## Moderation
Bob Hope führte als Moderator durch die Oscarverleihung. 

## Gewinner und Nominierungen

### Bester Film
präsentiert von Gregory Peck
My Fair Lady – Jack L. Warner
Alexis Sorbas (Zorba the Greek) – Michael Cacoyannis
Becket – Hal B. Wallis
Dr. Seltsam oder: Wie ich lernte, die Bombe zu lieben (Dr. Strangelove or: How I Learned to Stop Worrying and Love the Bomb) – Stanley Kubrick
Mary Poppins – Walt Disney, Bill Walsh

### Beste Regie
präsentiert von Joan Crawford
George Cukor – My Fair Lady
Michael Cacoyannis – Alexis Sorbas (Zorba the Greek)
Peter Glenville – Becket
Stanley Kubrick – Dr. Seltsam oder: Wie ich lernte, die Bombe zu lieben (Dr. Strangelove or: How I Learned to Stop Worrying and Love the Bomb)
Robert Stevenson – Mary Poppins

### Bester Hauptdarsteller
präsentiert von Audrey Hepburn
Rex Harrison – My Fair Lady
Richard Burton – Becket
Peter O’Toole – Becket
Anthony Quinn – Alexis Sorbas (Zorba the Greek)
Peter Sellers – Dr. Seltsam oder: Wie ich lernte, die Bombe zu lieben (Dr. Strangelove or: How I Learned to Stop Worrying and Love the Bomb)

### Beste Hauptdarstellerin
präsentiert von Sidney Poitier
Julie Andrews – Mary Poppins
Anne Bancroft – Schlafzimmerstreit (The Pumpkin Eater)
Sophia Loren – Hochzeit auf italienisch (Matrimonio all’italiana)
Debbie Reynolds – Goldgräber-Molly (The Unsinkable Molly Brown)
Kim Stanley – An einem trüben Nachmittag (Séance on a Wet Afternoon)

### Bester Nebendarsteller
präsentiert von Angela Lansbury
Peter Ustinov – Topkapi
John Gielgud – Becket
Stanley Holloway – My Fair Lady
Edmond O’Brien – Sieben Tage im Mai (Seven Days in May)
Lee Tracy – Der Kandidat (The Best Man)

### Beste Nebendarstellerin
präsentiert von Karl Malden
Lila Kedrova – Alexis Sorbas (Zorba the Greek)
Gladys Cooper – My Fair Lady
Edith Evans – Das Haus im Kreidegarten (The Chalk Garden)
Grayson Hall – Die Nacht des Leguan (The Night of the Iguana)
Agnes Moorehead – Wiegenlied für eine Leiche (Hush… Hush, Sweet Charlotte)

### Bestes Originaldrehbuch
präsentiert von Deborah Kerr
S. H. Barnett, Peter Stone, Frank Tarloff – Der große Wolf ruft (Father Goose) 
Daniel Boulanger, Philippe de Broca, Ariane Mnouchkine, Jean-Paul Rappeneau – Abenteuer in Rio (L’Homme de Rio)
Orville H. Hampton, Raphael Hayes – Ruf nicht zu laut (One Potato, Two Potato)
Agenore Incrocci, Mario Monicelli, Furio Scarpelli – Die Peitsche im Genick (I Compagni)
Alun Owen – Yeah! Yeah! Yeah! (A Hard Day’s Night)

### Bestes adaptiertes Drehbuch
präsentiert von Deborah Kerr
Edward Anhalt – Becket
Michael Cacoyannis – Alexis Sorbas (Zorba the Greek)
Don DaGradi, Bill Walsh – Mary Poppins
Peter George, Stanley Kubrick, Terry Southern – Dr. Seltsam oder: Wie ich lernte, die Bombe zu lieben (Dr. Strangelove or: How I Learned to Stop Worrying and Love the Bomb)
Alan Jay Lerner – My Fair Lady

### Beste Kamera (Schwarzweißfilm)
präsentiert von Rock Hudson und Jean Simmons
Walter Lassally – Alexis Sorbas (Zorba the Greek)
Joseph F. Biroc – Wiegenlied für eine Leiche (Hush… Hush, Sweet Charlotte)
Gabriel Figueroa – Die Nacht des Leguan (The Night of the Iguana)
Milton R. Krasner – Bezwinger des Todes (Fate Is the Hunter)
Philip H. Lathrop – Nur für Offiziere (The Americanization of Emily)

### Beste Kamera (Farbfilm)
präsentiert von Rock Hudson und Jean Simmons
Harry Stradling Sr. – My Fair Lady
William H. Clothier – Cheyenne (Cheyenne Autumn)
Edward Colman – Mary Poppins
Daniel L. Fapp – Goldgräber-Molly (The Unsinkable Molly Brown)
Geoffrey Unsworth – Becket

### Bestes Szenenbild (Schwarzweißfilm)
präsentiert von Elizabeth Ashley und Macdonald Carey
Vassilis Photopoulos – Alexis Sorbas (Zorba the Greek)
Robert R. Benton, George W. Davis, Hans O. Peters, Elliot Scott – Nur für Offiziere (The Americanization of Emily)
Edward G. Boyle, Cary Odell – Sieben Tage im Mai (Seven Days in May)
Raphael Bretton, William Glasgow – Wiegenlied für eine Leiche (Hush… Hush, Sweet Charlotte)
Stephen B. Grimes – Die Nacht des Leguan (The Night of the Iguana)

### Bestes Szenenbild (Farbfilm)
präsentiert von Elizabeth Ashley und Macdonald Carey
Gene Allen, Cecil Beaton, George James Hopkins – My Fair Lady
E. Preston Ames, George W. Davis, Henry Grace, Hugh Hunt – Goldgräber-Molly (The Unsinkable Molly Brown)
John Bryan, Maurice Carter, Robert Cartwright, Patrick McLoughlin – Becket
Carroll Clark, Hal Gausman, Emile Kuri, William H. Tuntke – Mary Poppins
Ted Haworth, Stuart A. Reiss, Walter M. Scott, Jack Martin Smith – Immer mit einem anderen (What a Way to Go!)

### Bestes Kostüm-Design (Schwarzweißfilm)
präsentiert von Greer Garson und Dick Van Dyke
Dorothy Jeakins – Die Nacht des Leguan (The Night of the Iguana) 
Edith Head – Madame P. und ihre Mädchen (A House Is Not a Home)
René Hubert – Der Besuch (The Visit)
Norma Koch – Wiegenlied für eine Leiche (Hush… Hush, Sweet Charlotte)
Howard Shoup – Prinzgemahl im Weißen Haus (Kisses for My President)

### Bestes Kostüm-Design (Farbfilm)
präsentiert von Greer Garson und Dick Van Dyke
Cecil Beaton – My Fair Lady
Margaret Furse – Becket
Morton Haack – Goldgräber-Molly (The Unsinkable Molly Brown)
Edith Head, Moss Mabry – Immer mit einem anderen (What a Way to Go!)
Tony Walton – Mary Poppins

### Beste Original-Musik
präsentiert von Debbie Reynolds
Richard M. Sherman, Robert B. Sherman – Mary Poppins
Frank De Vol – Wiegenlied für eine Leiche (Hush… Hush, Sweet Charlotte)
Henry Mancini – Der rosarote Panther (The Pink Panther)
Laurence Rosenthal – Becket
Dimitri Tiomkin – Der Untergang des Römischen Reiches (The Fall of the Roman Empire)

### Beste adaptierte Musik
präsentiert von Debbie Reynolds
André Previn – My Fair Lady
Robert Armbruster, Léo Arnaud, Jack Elliott, Jack Hayes, Calvin Jackson, Leo Shuken – Goldgräber-Molly (The Unsinkable Molly Brown)
Irwin Kostal – Mary Poppins
George Martin – Yeah! Yeah! Yeah! (A Hard Day’s Night)
Nelson Riddle – Sieben gegen Chicago (Robin and the 7 Hoods)

### Bester Song
präsentiert von Fred Astaire
„Chim Chim Cher-ee“ aus Mary Poppins – Richard M. Sherman, Robert B. Sherman
„Dear Heart“ aus Die Frau seines Herzens (Dear Heart) – Ray Evans, Jay Livingston, Henry Mancini
„Hush… Hush, Sweet Charlotte“ aus Wiegenlied für eine Leiche (Hush… Hush, Sweet Charlotte) – Mack David, Frank De Vol
„My Kind of Town“ aus Sieben gegen Chicago (Robin and the 7 Hoods) – Sammy Cahn, Jimmy Van Heusen
„Where Love Has Gone“ aus Wohin die Liebe führt (Where Love Has Gone) – Sammy Cahn, Jimmy Van Heusen

### Bester Schnitt
präsentiert von Richard Chamberlain und Vince Edwards
Cotton Warburton – Mary Poppins
Anne V. Coates – Becket
Ted J. Kent – Der große Wolf ruft (Father Goose)
Michael Luciano – Wiegenlied für eine Leiche (Hush… Hush, Sweet Charlotte)
William H. Ziegler – My Fair Lady

### Bester Ton
präsentiert von Claudia Cardinale, Angie Dickinson und Steve McQueen
George Groves – My Fair Lady
Robert O. Cook – Mary Poppins
John Cox – Becket
Franklin Milton – Goldgräber-Molly (The Unsinkable Molly Brown)
Waldon O. Watson – Der große Wolf ruft (Father Goose)

### Beste Toneffekte
präsentiert von Claudia Cardinale, Angie Dickinson und Steve McQueen
Norman Wanstall – James Bond 007 – Goldfinger
Robert L. Bratton – Ein tollkühner Draufgänger (The Lively Set)

### Beste visuelle Effekte
präsentiert von Alain Delon
Peter Ellenshaw, Hamilton Luske, Eustace Lycett – Mary Poppins
Jim Danforth – Der mysteriöse Dr. Lao (7 Faces of Dr. Lao)

### Bester Kurzfilm
präsentiert von Merle Oberon
Casals Conducts: 1964 – Edward Schreiber
Hilfe! Mein Schneemann brennt (Help! My Snowman’s Burning Down) – Carson Davidson
The Legend of Jimmy Blue Eyes – Robert Clouse

### Bester Cartoon
präsentiert von Merle Oberon
Der rosarote Schmierfink (The Pink Phink) – David H. DePatie, Friz Freleng
Christmas Cracker – National Film Board of Canada
How to Avoid Friendship – William L. Snyder
Nudnik #2 – William L. Snyder

### Bester Dokumentarfilm (Kurzfilm)
präsentiert von Jimmy Durante und Martha Raye
Nine from Little Rock – Guggenheim Productions
Breaking the Habit – Henry Jacobs, John Korty
Children Without – Guggenheim Productions
Eskimokünstlerin Kenojuak (Eskimo Artist: Kenojuak) – National Film Board of Canada
One Hundred and Forty Days Under the World – Oxley Hughan, Geoffrey Scott

### Bester Dokumentarfilm
präsentiert von Jimmy Durante und Martha Raye
Welt ohne Sonne (Le Monde sans soleil) – Jacques-Yves Cousteau
Nacht über Europa: 14–18 (14-18) – Jean Aurel
Stunden des Ruhms - Winston Churchills Leben und Werk (The Finest Hours) – Jack Levin
Vier Tage im November (Four Days in November) – Mel Stuart
Zwölf Millionen (Alleman) – Bert Haanstra

### Bester fremdsprachiger Film
präsentiert von Rex Harrison
Gestern, heute und morgen (Ieri, oggi, domani), Italien – Vittorio De Sica
Die Frau in den Dünen (Suna no onna), Japan – Hiroshi Teshigahara
Das Rabenviertel (Kvarteret Korpen), Schweden – Bo Widerberg
Die Regenschirme von Cherbourg (Les Parapluies de Cherbourg), Frankreich – Jacques Demy
Sallah – oder: Tausche Tochter gegen Wohnung (Sallah Shabati), Israel – Ephraim Kishon

## Ehrenpreise

### Ehrenoscar
William Tuttle für das Make-Up in Der mysteriöse Dr. Lao (7 Faces of Dr. Lao)

### Academy Award of Merit
Petro Vlahos, Wadsworth E. Pohl, Ub Iwerks

### Scientific and Engineering Award
Sidney P. Solow, Edward H. Reichard, Carl W. Hauge, Job Sanderson
Pierre Angénieux

### Technical Achievement Award
Milton Forman, Richard B. Glickman, Daniel J. Pearlman
Stewart Filmscreen Corp.
Anthony Paglia
Edward H. Reichard, Carl W. Hauge
Leonard L. Sokolow
Nelson Tyler